# 6 november
6 november is de 310de dag van het jaar (311de dag in een schrikkeljaar) in de gregoriaanse kalender. Hierna volgen nog 55 dagen tot het einde van het jaar.

## Gebeurtenissen
- Algemeen
  - 1904 - In de haven van Moerdijk zinkt een houten aak nadat het schip lek is gestoten, 5 opvarenden verdrinken.
  - 1907 - Een koets raakt bij dichte mist in het Hoendiep nabij Hoogkerk, 5 doden t.w. oud-commissaris Johan Æmilius Abraham van Panhuys, zoon Hobbe (burgemeester van Leek), hun echtgenotes en huisknecht.[1][2]
  - 1953 - Het laatste dijkgat na de watersnoodramp van 1953 wordt gesloten bij de plaats Ouwerkerk.
  - 1990 - Op de A16 bij Breda komen bij een kettingbotsing als gevolg van een mistbank acht mensen om het leven.
  - 1990 - Bij een aardbeving met een kracht van 6,6 op de schaal van Richter komen zeker 21 mensen om het leven in de Zuid-Iraanse provincie Fars.
  - 1997 - De gemeenteraad van Vlaardingen hernoemt de Moermanlaan in Hoogstad vanwege vermeend antisemitisme van Cornelis Moerman.
  - 2008 - In Malmö wordt de sport- en evenementenhal Malmö Arena geopend.
  - 2022 - In de Egyptische plaats Sharm-el-Sheikh begint de 27e Klimaatconferentie van de Verenigde Naties, die 12 dagen zal duren. Voor het eerst wordt er ook gesproken over schade als gevolg van klimaatverandering.[3]
- Economie
  - 2009 - Door de val van de regering in Roemenië ziet het Internationaal Monetair Fonds zich genoodzaakt de financiële hulp aan het Oost-Europese land op te schorten.
  - 2024 - De Nederlandse tak van The Body Shop is failliet verklaard.
- Media
  - 1919 - Eerste radio-uitzending in Nederland voor een algemeen publiek verzorgd door radiopionier Hanso Schotanus à Steringa Idzerda.[4]
  - 1947 - Meet the Press, Amerika's langstlopende televisieprogramma, wordt voor het eerst uitgezonden.
  - 2015 - Klaasje Meijer, Marthe De Pillecyn en Hanne Verbruggen winnen K3 zoekt K3. Ze volgen Josje Huisman, Kristel Verbeke en Karen Damen op als K3.[5]
  - 2019 - Honderd jaar na de eerste radio-uitzending is de Dik Voormekaar Show gekozen tot beste radioprogramma van die 100 jaar.
- Oorlog
  - 1792 - Tijdens de Eerste Coalitieoorlog vindt de Slag bij Jemappes plaats.
  - 1840 - De Republiek van de Rio Grande geeft zich over aan Mexico.[4]
  - 1993 - Georgische regeringstroepen veroveren Zoegdidi, het laatste bolwerk van de rebellen van de verdreven ex-president Zviad Gamsachoerdia.
- Politiek
  - 355 - Keizer Constantius II benoemt Julianus de Afvallige tot Caesar en mogelijke troonopvolger. Hij wordt opperbevelhebber over het Romeinse leger in Britannia, Gallië en Spanje.
  - 1614 - Gerard Reynst volgt Pieter Both op als Gouverneur-Generaal van Nederlands-Indië.
  - 1978 - Tanzania geeft voor het eerst openlijk toe dat het een einde wil maken aan het bewind van president Idi Amin van Oeganda.
  - 1978 - De voorzitter van de Christelijke Sociale Unie (CSU), de 63-jarige Franz Josef Strauss, wordt met grote meerderheid door de nieuwe Beierse Landdag tot premier gekozen.
  - 1990 - Hongarije wordt het 24e lid van de Raad van Europa en is daarmee het eerste land van het (voormalige) Warschaupact dat toetreedt tot de organisatie.[4]
  - 1990 - De nieuwe premier van Pakistan, Nawaz Sharif, wordt beëdigd, luttele uren nadat het parlement hem met grote meerderheid heeft gekozen.
  - 2015 - De Rwandese president Paul Kagame veroordeelt het geweld in buurtland Burundi en waarschuwt in een emotionele toespraak voor etnisch geweld, dat in 1994 in zijn eigen land ontaardde in een genocide.
- Religie
  - 1789 - Oprichting van het Bisdom Baltimore, het eerste rooms-katholieke bisdom in de Verenigde Staten van Amerika
  - 1984 - Benoeming van de Australiër Edward Idris Cassidy tot nuntius in Nederland.
- Sport
  - 1927 - In Lima behaalt het Peruviaans voetbalelftal de grootste overwinning uit de geschiedenis van de nationale ploeg door Bolivia met 9-0 te verslaan.
  - 1956 - Nederland trekt zich terug van de Olympische Spelen in Melbourne uit protest tegen de Sovjet-inval in Hongarije.[4]
  - 1999 - Australië wint in Cardiff het vierde officiële wereldkampioenschap rugby door in de finale Frankrijk met 35-12 te verslaan.
  - 1999 - Het Conseco Fieldhouse vervangt de Market Square Arena als thuisbasis van de basketballers van de Indiana Pacers.
  - 2021 - Kira Toussaint haalt de eerste plaats op de 100 meter rugslag bij de Europese Kampioenschappen kortebaan zwemmen in Kazan (Rusland). Maaike de Waard legt beslag op de tweede plaats bij dit onderdeel.[6]
  - 2021 - Arno Kamminga wordt bij de Europese Kampioenschappen kortebaan zwemmen in Kazan (Rusland) nipt verslagen door de Wit-Rus Ilya Shymanovich en kan daardoor zijn titel op de 200 meter schoolslag niet prolongeren.[6]
  - 2021 - Luc Kroon wordt tweede en Stan Pijnenburg zwemt naar brons op de 200 meter vrije slag bij de Europese Kampioenschappen kortebaan zwemmen in Kazan (Rusland). De Roemeen David Popovici is door het Nederlandse duo net niet te achterhalen.[6]
  - 2021 - De Nederlandse gemengde estafetteploeg haalt in Kazan (Rusland) op de 4x50 meter vrije slag een gouden plak binnen bij de Europese Kampioenschappen kortebaan zwemmen. De zwemploegen van Italië en Rusland delen de tweede plaats.[6]
  - 2021 - Veldrijdster Lucinda Brand grijpt de Europese titel bij de Europese Kampioenschappen veldrijden in Wijster (Nederland). Het is het vierde achtereenvolgende jaar dat een Nederlandse veldrijdster dit lukt. De Hongaarse Kata Blanka Vas wordt tweede en Yara Kastelijn uit Nederland komt als derde over de finish.[7]
  - 2022 - In de Eredivisie verliest Ajax thuis van PSV met 1-2 in een turbulente wedstrijd. De ploeg van trainer Ruud van Nistelrooij neemt daarmee de eerste positie over. Na het laatste fluitsignaal ontaardt het duel in een vechtpartij tussen spelers en reservespelers.[8]
  - 2022 - De Nederlandse tennisser Wesley Koolhof is de nieuwe nummer één van de wereld in het dubbelspel.[9][10]
  - 2023 - In Cancún (Mexico) wint de Poolse tennisster Iga Świątek voor het eerst in haar carrière de WTA Finals door in de finale de Amerikaanse Jessica Pegula in twee sets te verslaan.[11]
- Wetenschap en technologie
  - 1572 - De Duitse astronoom Wolfgang Schulër observeert een supernova in het sterrenbeeld Cassiopeia die zo helder is dat deze overdag kan worden waargenomen. De ontdekking van dit object komt op naam van de Deense astronoom Tycho Brahe.[12]
  - 1923 - Jacob Schick verkrijgt een octrooi op 's werelds eerste elektrische scheerapparaat.[4]
  - 1942 - Eerste vlucht van de Heinkel He 219.
  - 2020 - Een kabel die de radiotelescoop in het Arecibo observatorium in Puerto Rico ondersteuning moet bieden breekt. Hierdoor ontstaat schade aan nog twee andere kabels en aan de schotel van de telescoop.[13] Op 10 augustus van dit jaar brak ook al een kabel.[14]

## Geboren

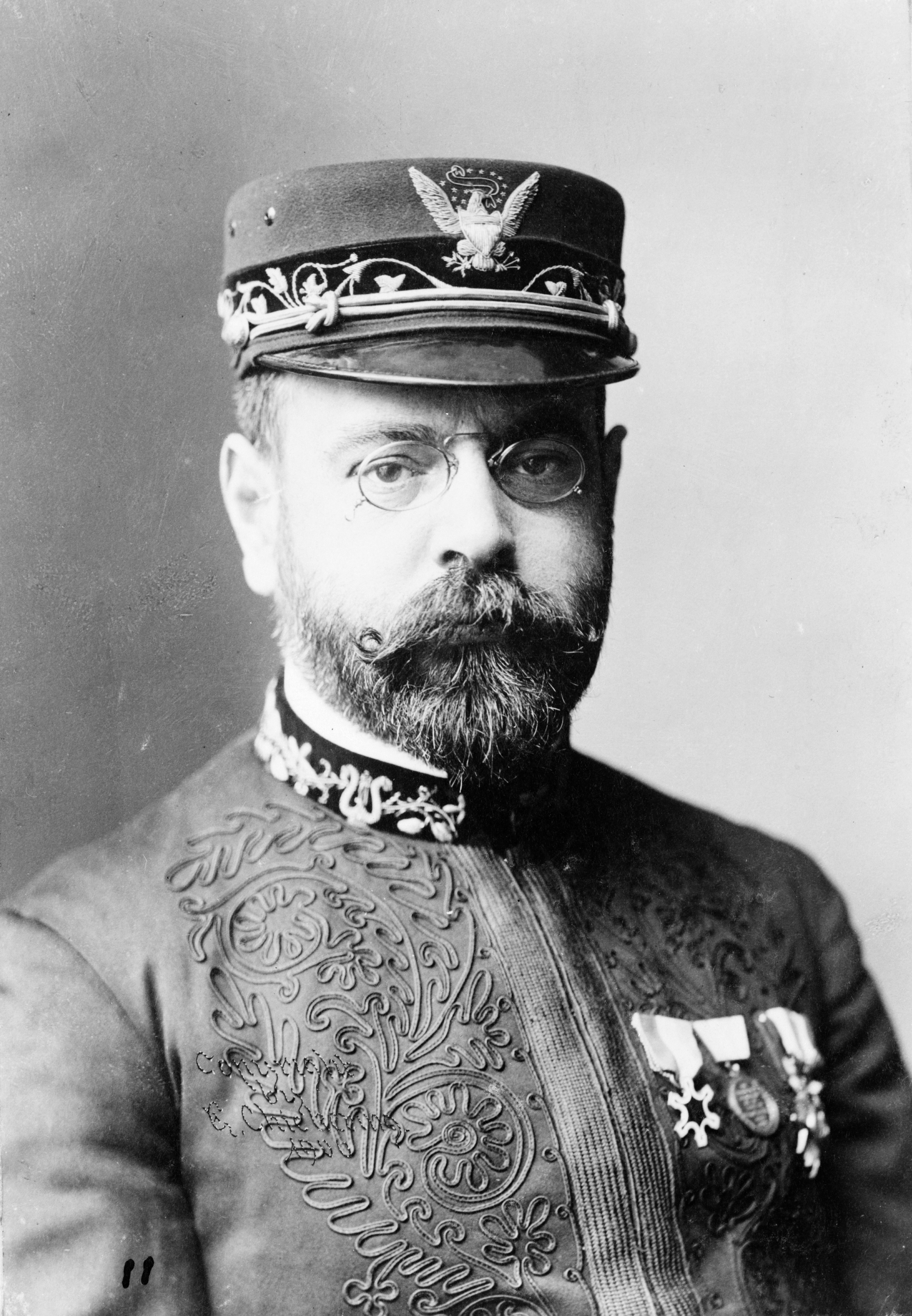
John Philip Sousa,
geboren in 1854

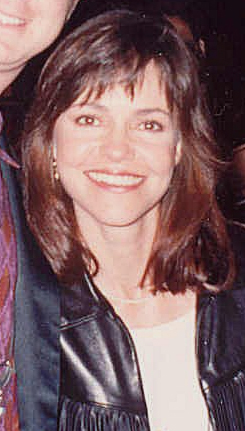
Sally Field,
geboren in 1946

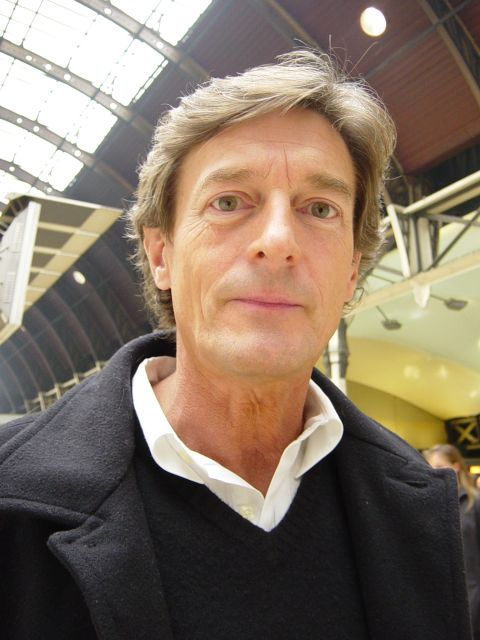
Nigel Havers,
geboren in 1951

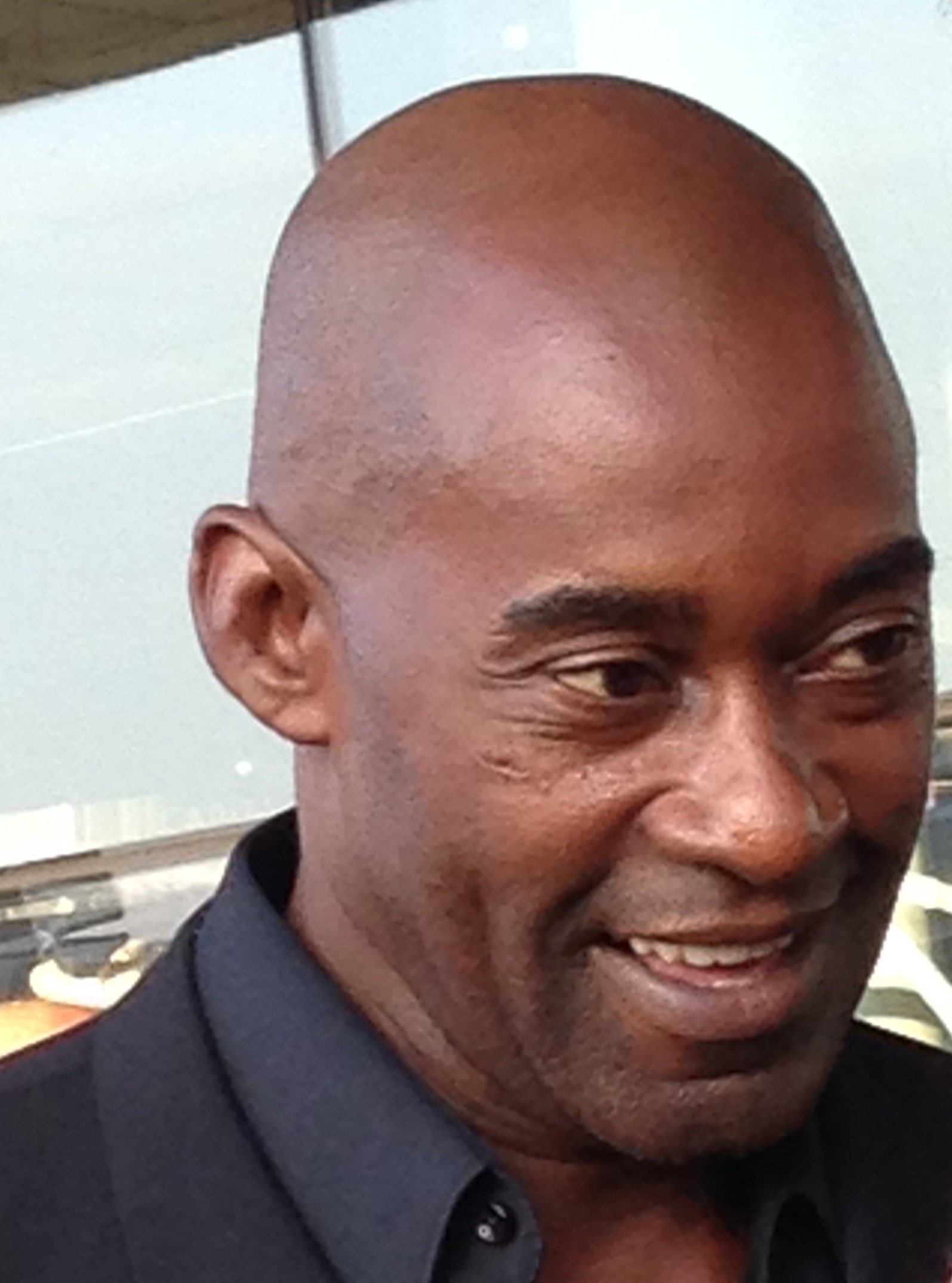
Patrick Robinson,
geboren in 1963

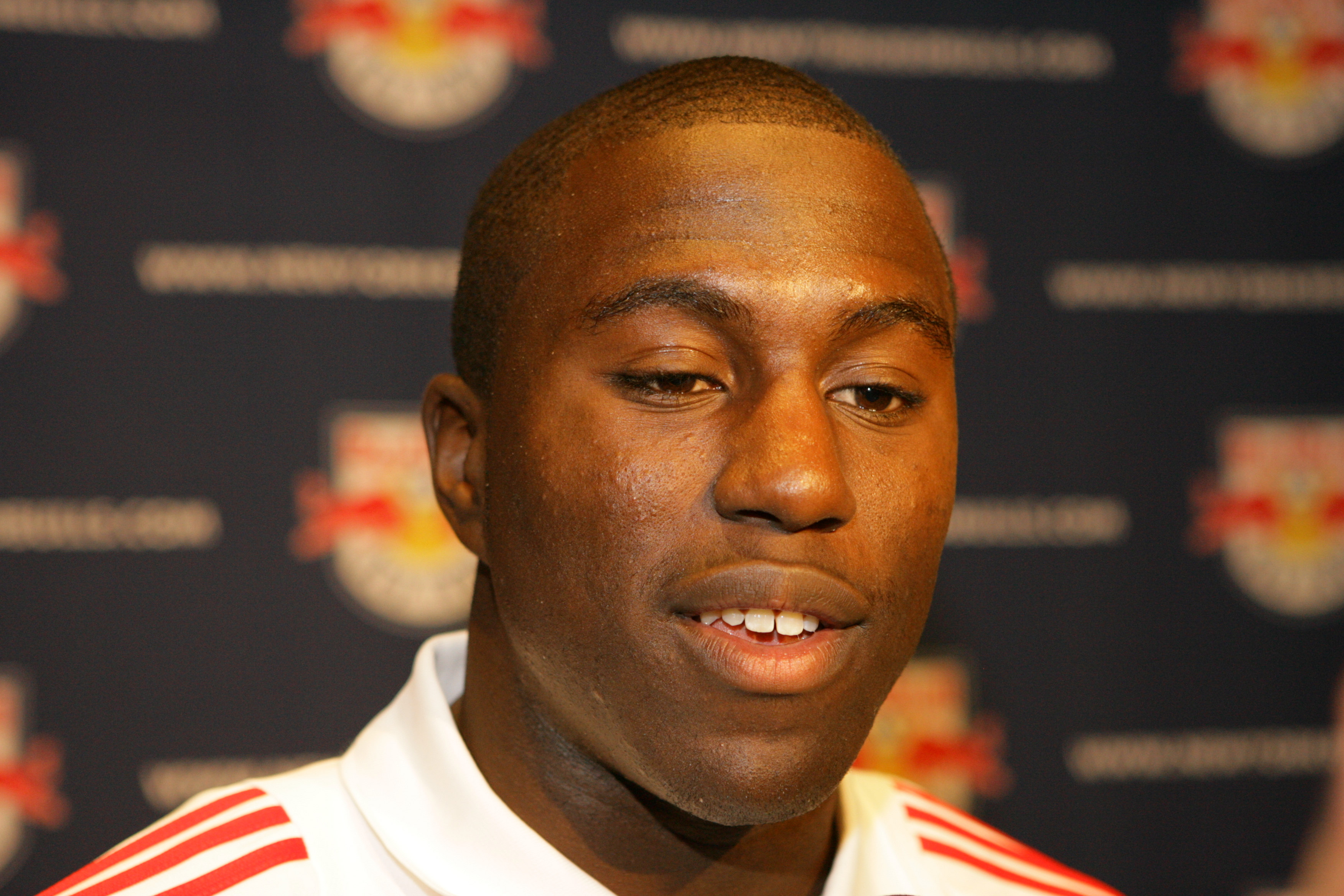
Jozy Altidore,
geboren in 1989

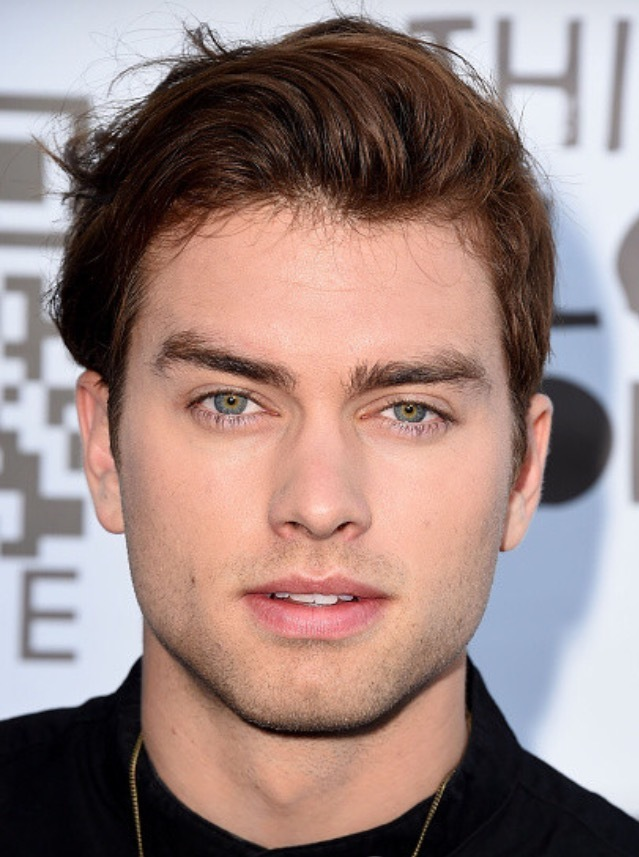
Pierson Fodé,
geboren in 1991

- 331 - Julianus Apostata, Keizer van Rome (overleden 363)
- 745 - Moesa al-Kazim, Arabisch imam (overleden 799)
- 1479 - Johanna van Castilië, vrouw van Filips I van Castilië (overleden 1555)
- 1494 - Süleyman I, Ottomaans sultan (overleden 1566)
- 1661 - Karel II van Spanje (overleden 1700)
- 1771 - Alois Senefelder, Duits uitvinder van de steendruk of lithografie (overleden 1834)
- 1793 - Frederik Günther van Schwarzburg-Rudolstadt, vorst van Schwarzburg-Rudolstadt (overleden 1867)
- 1814 - Adolphe Sax, Belgisch muziekinstrumentenbouwer (overleden 1894)
- 1841 - Armand Fallières, Frans politicus (overleden 1931)
- 1847 - Olaus Andreas Grøndahl, Noors componist, muziekpedagoog en dirigent (overleden 1923)
- 1854 - John Philip Sousa, Amerikaans componist (overleden 1932)
- 1861 - James Naismith, Canadees uitvinder van basketbal (overleden 1939)
- 1872 - Rudolf Ericson, Zweeds schaatser (overleden 1937)
- 1880 - Christiaan Frederik van Abkoude of Charles Winters, Nederlands schrijver, journalist en artiest (overleden 1960)
- 1880 - Robert Musil, Oostenrijks schrijver (overleden 1942)
- 1880 - William Varley, Amerikaans roeier (overleden 1968)
- 1883 - Giuseppe Fietta, Italiaans curiekardinaal (overleden 1960)
- 1890 - Alfonso Castaldo, Italiaans kardinaal-aartsbisschop van Napels (overleden 1966)
- 1891 - Rudolf Hauschka, Oostenrijks ondernemer en antroposoof (overleden 1969)
- 1893 - August Defresne, Nederlands schrijver en regisseur (overleden 1961)
- 1896 - Wolfgang van Hessen, Duits prins (overleden 1989)
- 1902 - Alfred Dattner, Zwitsers autocoureur (overleden 1993)
- 1906 - Michael Stewart, Brits politicus (overleden 1990)
- 1910 - Erik Ode, Duits acteur (overleden 1983)
- 1911 - Harriët Freezer, Nederlands schrijfster, journaliste en feministe (overleden 1977)
- 1911 - Dolly Mollinger, Nederlands actrice (overleden 2004)
- 1916 - Ray Conniff, Amerikaans componist en dirigent (overleden 2002)
- 1920 - P.C. Paardekooper, Nederlands taalkundige (overleden 2013)
- 1921 - Red Hamilton, Amerikaans autocoureur (overleden 1986)
- 1923 - Cor Aafjes, Nederlands atlete (overleden 2016)
- 1924 - Bertus de Rijk, Nederlands hoogleraar en senator (overleden 2012)
- 1925 - Michel Bouquet, Frans acteur (overleden 2022)
- 1925 - Dirk de Vroome, Nederlands actievoerder (overleden 1986)
- 1929 - Jozjef Betsa, Sovjet-Oekraïens voetballer en trainer (overleden in 2006)
- 1929 - Francy Boland, Belgisch jazzpianist, componist en arrangeur (overleden 2005)
- 1929 - Ben Smits, Nederlands pianist en muziekpedagoog (overleden 2008)
- 1931 - Peter Collins, Brits autocoureur (overleden 1958)
- 1931 - Mike Nichols, Amerikaans filmregisseur (overleden 2014)
- 1932 - François Englert, Belgisch fysicus en Nobelprijswinnaar
- 1933 - Carlos Correia, Guinee-Bissaus politicus (overleden 2021)
- 1933 - Knut Johannesen, Noors schaatser
- 1935 - Mandus De Vos, Belgisch acteur (overleden 1996)
- 1935 - Bea Vianen, Surinaams schrijfster (overleden 2019)
- 1936 - K. Schippers, Nederlands schrijver en dichter (overleden 2021)
- 1936 - Hans Sleven, Nederlands voetballer (overleden 2023)
- 1937 - Ramsewak Shankar, Surinaams politicus
- 1937 - Bert Vanheste, Belgisch literatuurwetenschapper en auteur (overleden 2007)
- 1938 - P.J. Proby, Amerikaans singer-songwriter en acteur
- 1939 - Maurice Bourgue, Frans hoboïst, kamermusicus, componist en dirigent (overleden 2023)
- 1941 - James Bowman, Brits contratenor (overleden 2023)
- 1941 - James Hamilton-Paterson, Brits auteur
- 1942 - Benno Torrenga, Nederlands musicus en schrijver
- 1943 - Piet de Zoete, Nederlands voetballer (overleden 2023)
- 1945 - Odd Iversen, Noors voetballer (overleden 2014)
- 1945 - Nelleke Noordervliet, Nederlands schrijfster
- 1945 - Aalt Toersen, Nederlands motorcoureur
- 1946 - Sally Field, Amerikaans actrice
- 1946 - George Young, Australisch musicus (overleden 2017)
- 1947 - Larry James, Amerikaans sprinter (olympisch kampioen in 1968) (overleden 2008)
- 1948 - Glenn Frey, Amerikaans zanger en gitarist (overleden 2016)
- 1948 - Robert Hübner, Duits schaker
- 1948 - Guus Smeets, Nederlands zanger, componist en liedjesschrijver (overleden 2020)
- 1949 - Rory Block, Amerikaans zangeres
- 1949 - Govert van Brakel, Nederlands radiopresentator
- 1950 - Antonio Abad Collado, Spaans wielrenner
- 1950 - Lothar Kurbjuweit, Oost-Duits voetballer
- 1950 - Rik Schoofs, Belgisch atleet
- 1951 - Nigel Havers, Brits acteur
- 1951 - Simon Conway Morris, Brits paleontoloog
- 1952 - Michael Cunningham, Amerikaans schrijver
- 1952 - Henk van Rijnsoever, Nederlands voetballer
- 1954 - Karin Fossum, Noors schrijfster
- 1954 - Marc Nevens, Belgisch atleet
- 1954 - Kurt Welzl, Oostenrijks voetballer
- 1956 - Marc Dutroux, Belgisch crimineel en moordenaar
- 1957 - Cam Clarke, Amerikaans stemacteur en zanger
- 1957 - Klaus Kleinfeld, Duits industrieel
- 1957 - Tom Plant, Amerikaans schaatser
- 1957 - Lori Singer, Amerikaans actrice en celliste
- 1958 - Geert ten Dam, Nederlands hoogleraar onderwijskunde en bestuurder
- 1958 - Urs Freuler, Zwitsers wielrenner
- 1958 - Lya de Haas, Nederlands zangeres
- 1959 - Bauke Bies, Nederlands dammer (overleden 1999)
- 1959 - Erik Seidel, Amerikaans pokerspeler
- 1960 - Kevin Neufeld, Canadees roeier (overleden 2022)
- 1961 - Daniele Gatti, Italiaans dirigent
- 1963 - Sabine Günther, Oost-Duits atlete
- 1963 - Patrick Robinson, Engels acteur
- 1964 - Corey Glover, Amerikaans muzikant
- 1964 - Linda Hagendoorn, Nederlands judoka (overleden 2023)
- 1964 - Julio César Rosero, Ecuadoraans voetballer
- 1966 - Paul Gilbert, Amerikaans zanger en gitarist
- 1966 - Marcelo Kiremitdjian, Braziliaans voetballer
- 1966 - Christian Lorenz, Duits toetsenist
- 1968 - Luca Bramati, Italiaans wielrenner
- 1968 - Edward Linskens, Nederlands voetballer
- 1968 - Kjetil Rekdal, Noors voetballer en voetbalcoach
- 1968 - Kelly Rutherford, Amerikaans actrice
- 1969 - Javier Bosma, Spaans beachvolleyballer
- 1969 - Colson Whitehead, Amerikaans schrijver
- 1970 - Joyce Chepchumba, Keniaans atlete
- 1970 - Ethan Hawke, Amerikaans filmacteur, regisseur en schrijver
- 1970 - Marc Hodel, Zwitsers voetballer en voetbalcoach
- 1971 - Laura Flessel-Colovic, Frans schermster
- 1971 - Joey Beltram, Amerikaans technoproducer
- 1972 - Thandiwe Newton, Brits actrice
- 1972 - Rebecca Romijn, Amerikaans fotomodel en actrice van Nederlandse afkomst
- 1974 - Zoe McLellan, Amerikaans actrice
- 1974 - Kamil Susko, Slowaaks voetballer
- 1974 - Frank Vandenbroucke, Belgisch wielrenner (overleden 2009)
- 1975 - Jeff Smith, Canadees darter
- 1976 - Atsushi Fujita, Japans atleet
- 1977 - Annabel Nanninga, Nederlands journaliste/columniste en politica
- 1977 - Sienna West, Amerikaans pornoactrice
- 1978 - Sandrine Blancke, Belgisch actrice
- 1978 - René Bot, Nederlands voetballer
- 1978 - Taryn Manning, Amerikaans actrice en singer/songwriter
- 1978 - Eric Estornel, Amerikaans dj bekend als Maceo Plex
- 1978 - Yoeri Lewijze, Belgisch acteur
- 1979 - Alessandro Ballan, Italiaans wielrenner
- 1979 - Ander Vilariño, Spaans autocoureur
- 1980 - Simon Cziommer, Duits voetballer
- 1980 - Vincent Lachambre, Belgisch voetballer
- 1980 - Daan Nieber, Nederlands televisiepresentator en televisiemaker
- 1981 - Alexandra Alphenaar, Nederlands (musical-)actrice
- 1982 - Ann Kristin Flatland, Noors biatlete
- 1983 - Nicole Hosp, Oostenrijks alpineskiester
- 1983 - Kyla King, Nederlands fotomodel en pornoactrice
- 1983 - Nick Schilder, Nederlands zanger
- 1985 - Gabriëlla Wammes, Nederlands turnster
- 1986 - Craig Bryson, Schots voetballer
- 1986 - Thomas De Gendt, Belgisch wielrenner
- 1986 - Adrian Mierzejewski, Pools voetballer
- 1986 - Denys Sjoerman, Oekraïens voetbalscheidsrechter
- 1986 - Jason Vandelannoite, Belgisch-Congolees voetballer
- 1987 - Niccolò Campriani, Italiaans schutter
- 1987 - Ana Ivanović, Servisch tennisster
- 1988 - Ernest Asante, Ghanees-Deens voetballer
- 1988 - Tom Neuwirth (Conchita Wurst), Oostenrijks zanger
- 1988 - Emma Stone, Amerikaans actrice
- 1988 - Katuku Tshimanga, Belgisch-Congolees voetballer
- 1989 - Jozy Altidore, Amerikaans voetballer
- 1989 - Denis Mahmudov, Macedonisch voetballer
- 1989 - Maren Mjelde, Noors voetbalster
- 1989 - Dominik Windisch, Italiaans biatleet
- 1990 - André Schürrle, Duits voetballer
- 1991 - Mike van Duinen, Nederlands voetballer
- 1991 - Pierson Fodé, Amerikaans acteur
- 1991 - Bjørn Maars Johnsen, Amerikaans-Noors voetballer
- 1991 - Paul Poirier, Canadees kunstschaatser
- 1991 - Olga Smirnova, Russisch balletdanseres
- 1992 - Viktor Andersson, Zweeds freestyleskiër
- 1992 - Stefan Ortega, Duits-Spaans voetballer
- 1992 - Joshua Smits, Nederlands voetballer
- 1992 - Linus Straßer, Duits alpineskiër
- 1993 - Thalita de Jong, Nederlands wielrenster en veldrijdster
- 1993 - Pien Keulstra, Nederlands schaatsster
- 1993 - Jeangu Macrooy, Surinaams-Nederlands singer-songwriter
- 1993 - Lars van Roon, Nederlands voetballer
- 1993 - Isaac Viñales, Spaans motorcoureur
- 1995 - André Silva, Portugees voetballer
- 1995 - Ineke Van Schoor, Belgisch acrogymnaste
- 1996 - Lorenzo Baldassarri, Italiaans motorcoureur
- 1996 - Cathelijn Peeters, Nederlands atlete
- 1999 - Ramsey Angela, Nederlands atleet
- 1999 - Andrea Bouma, Nederlands atlete
- 1999 - Arianna Caruso, Italiaans voetbalster
- 1999 - Robert Finke, Amerikaans zwemmer
- 1999 - Walid Ould-Chikh, Nederlands-Marokkaans voetballer
- 2000 - Melvin Bard, Frans voetballer
- 2000 - Nicolás Varrone, Argentijns autocoureur
- 2001 - Camiel Neghli, Algerijns-Nederlands voetballer
- 2002 - Max Bruns, Nederlands voetballer
- 2002 - Nathan Girvan, Schots darter
- 2002 - Natalia Padilla, Pools voetbalster
- 2003 - Niklas Behrens, Duits wielrenner
- 2003 - Wendy Ruijfrok, Nederlands freerunner en actrice
- 2004 - Gina Viehoff, Nederlands voetbalster
- 2007 - Lenthe Hardiek, Nederlands voetbalster

## Overleden
- 1406 - Paus Innocentius VII (70)

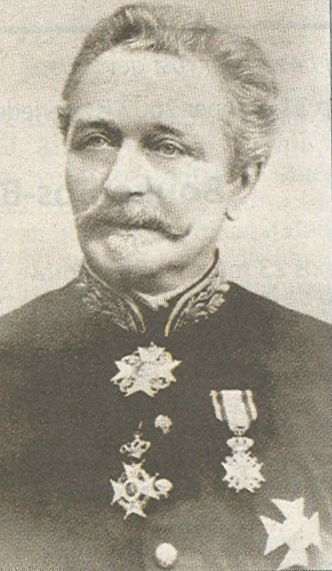
Johan Æmilius Abraham van Panhuys,
overleden in 1907

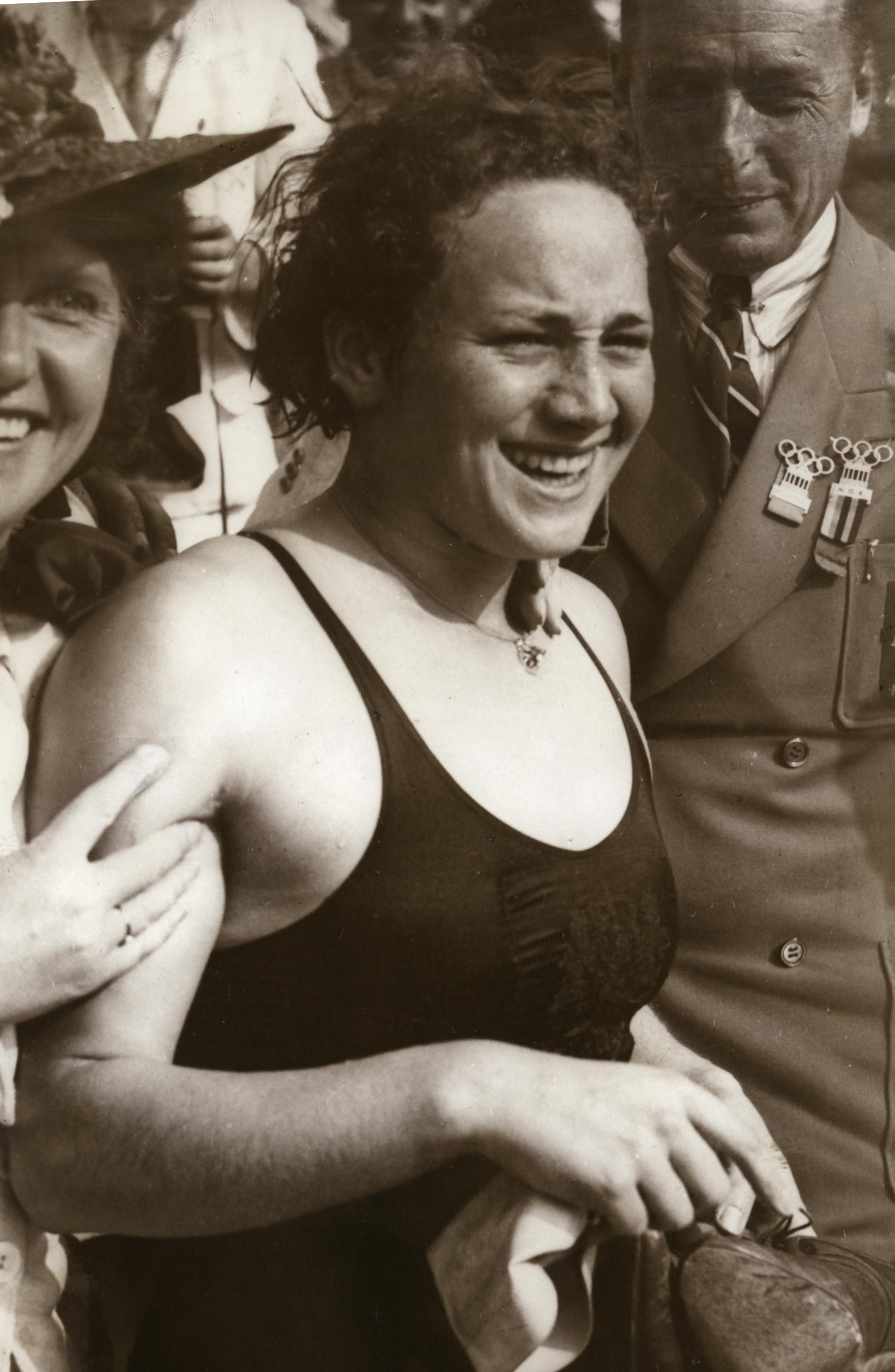
Rie Mastenbroek,
overleden in 2003

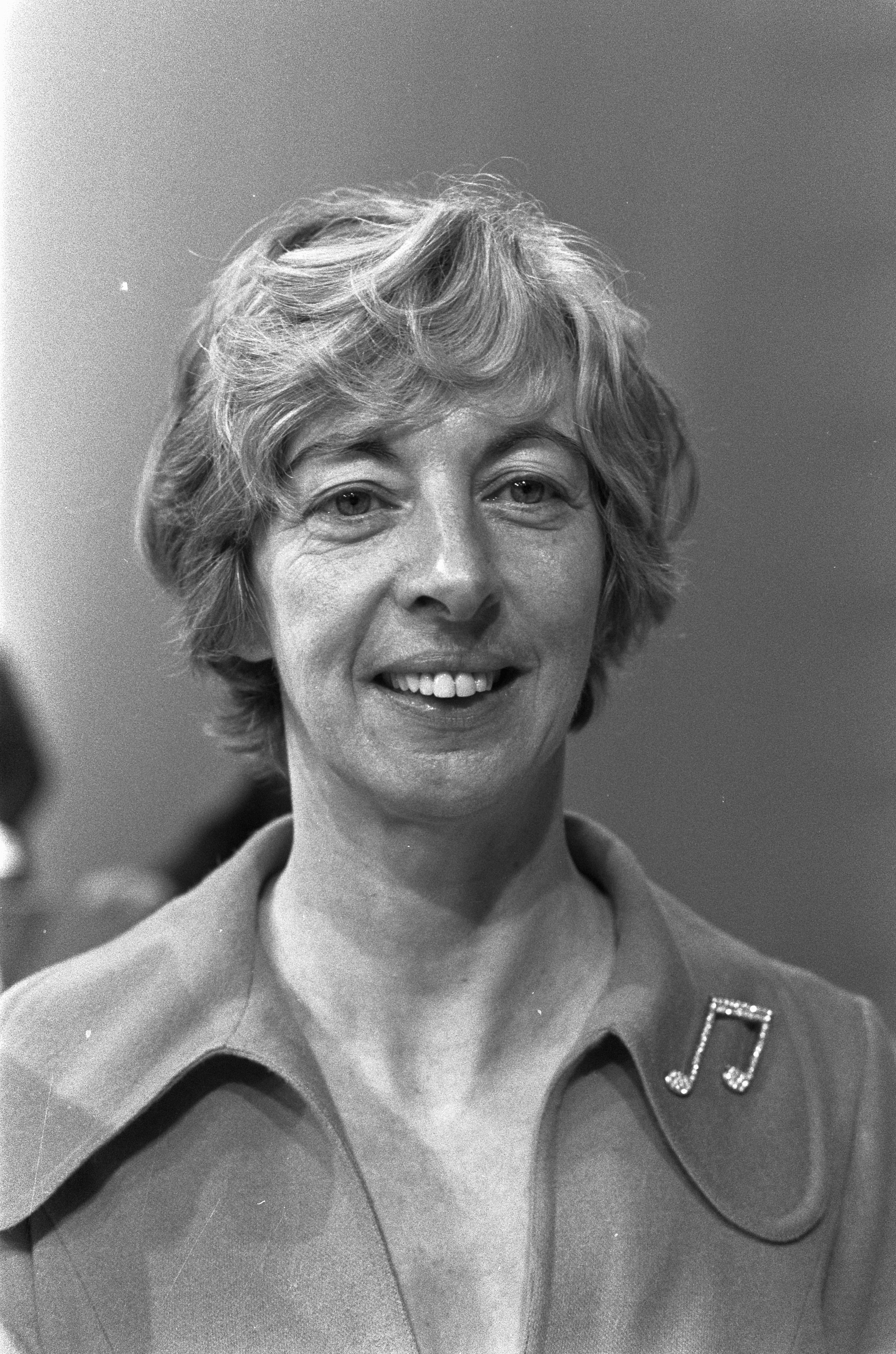
Hetty Blok,
overleden in 2012

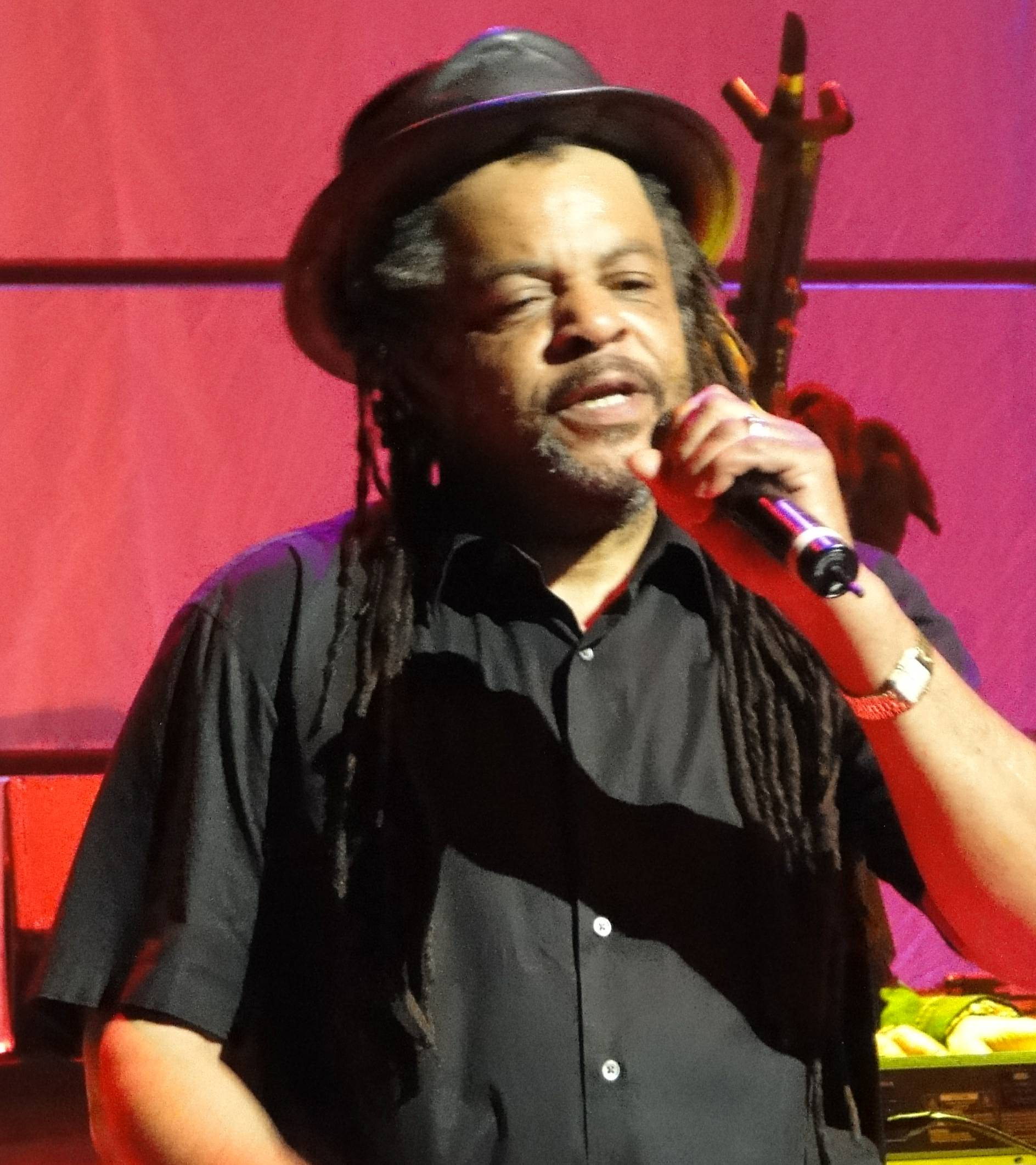
Astro (UB40),
overleden 2021

- 1550 - Ulrich van Württemberg (63), Hertog van Württemberg
- 1612 - Hendrik Frederik Stuart (18), Prins van Wales
- 1632 - Koning Gustaaf II Adolf van Zweden (38)
- 1650 - Willem II van Oranje (24), Nederlands stadhouder
- 1656 - Koning Johan IV van Portugal (53)
- 1672 - Heinrich Schütz (87), Duits componist
- 1730 - Hans Hermann von Katte (26), Pruisisch luitenant
- 1795 - Georg Benda (73), Tsjechisch componist
- 1796 - Catharina II van Rusland (67)
- 1822 - Claude-Louis Berthollet (73), Frans chemicus
- 1822 - Hendrik van Stralen (71), Nederlands staatsman
- 1836 - Karel X (79) was koning van Frankrijk van 1824 tot 1830
- 1892 - Frederik Nicolaas Nieuwenhuijzen (73), bestuurder in Nederlands-Indië
- 1893 - Pjotr Iljitsj Tsjaikovski (53), Russisch componist
- 1907 - Johan Æmilius Abraham van Panhuys (70), Commissaris van de Koningin van Groningen (1883-1893)
- 1924 - Janus Ooms (58), Nederlands roeier
- 1929 - Max van Baden (62), Duits militair en politicus
- 1935 - Eurico Lara (38), Braziliaans voetballer
- 1939 - Adolphe Max (69), Belgisch politicus
- 1944 - Boy Ecury (22), Arubaans verzetsstrijder in Nederland tijdens de Tweede Wereldoorlog
- 1945 - Richard Rau (56), Duits atleet
- 1955 - Bill Cheesbourg (68), Amerikaans autocoureur
- 1955 - Jack McGrath (36), Amerikaans autocoureur
- 1955 - Charley Toorop (64), Nederlands schilderes en lithografe, vriendin van Piet Mondriaan
- 1960 - Erich Raeder (84), Duits admiraal
- 1964 - Hans von Euler-Chelpin (91), Zweeds chemicus en Nobelprijswinnaar
- 1964 - Hugo Koblet (39), Zwitsers wielrenner
- 1965 - Edgard Varèse (81), Frans componist
- 1965 - Clarence Williams (72), Amerikaans jazzmuzikant
- 1970 - Henri Jeanson (70), Frans scenarioschrijver
- 1971 - Spessard Holland (79), Amerikaans politicus
- 1977 - André le Fèvre (78), Nederlands voetballer
- 1978 - Heiri Suter (79), Zwitsers wielrenner
- 1979 - Cecil Purdy (73), Australisch schaker
- 1986 - James Holmes (62), Amerikaans-Nederlands dichter en vertaler
- 1987 - Arne Borg (86), Zweeds zwemmer
- 1990 - Lex Franken (74), Nederlands waterpoloër
- 1994 - Vladimir Zagorovski (69), Russisch schaker
- 1996 - Waldemar Fiúme (74), Braziliaans voetballer
- 1997 - Anne Stine Ingstad (79), Noors archeologe
- 1999 - Rob Hoeke (56), Nederlands zanger, pianist, songwriter
- 2000 - Eddy Bruma (75), Surinaams politicus en schrijver
- 2000 - Lyon Sprague de Camp (92), Amerikaans schrijver
- 2002 - Folke Frölén (94), Zweeds ruiter
- 2002 - Michel Majerus (35), Luxemburgs kunstenaar
- 2002 - Alfonso Martínez Domínguez (80), Mexicaans politicus
- 2003 - Rie Mastenbroek (84), Nederlands zwemster
- 2006 - Francisco Fernández Ochoa, Spaans alpineskiër
- 2007 - Hank Thompson (82), Amerikaans countryzanger
- 2008 - Larry James (61), Amerikaans sprinter (olympisch kampioen in 1968)
- 2008 - Bob Janse (88), Nederlands voetbalcoach
- 2009 - Dimitri De Fauw (28), Belgisch (baan)wielrenner
- 2009 - Jo Vischer jr. (85), Nederlands acteur
- 2010 - Michael Seifert (86), Duits-Oekraïens SS'er en concentratiekampbewaker
- 2010 - Peter Vos (75), Nederlands tekenaar, graficus en illustrator
- 2012 - Hetty Blok (92), Nederlands actrice, cabaretière, regisseuse en zangeres
- 2012 - Charles Delporte (83), Belgisch schilder en beeldhouwer
- 2012 - Clive Dunn (92), Brits acteur en zanger
- 2012 - Jules Theeuwes (68), Nederlands hoogleraar
- 2013 - Ace Parker (101), Amerikaans honkballer
- 2013 - Roberto Zárate (80), Argentijns voetballer
- 2014 - Abdelwahab Meddeb (68), Tunesisch-Frans schrijver
- 2014 - Manitas de Plata (93), Frans flamencogitarist
- 2015 - Yitzhak Navon (94), president van Israël
- 2016 - Marc Sleen (93), Belgisch stripauteur
- 2017 - Richard Gordon (88), Amerikaans astronaut
- 2017 - Andrés Sapelak (97), Argentijns bisschop
- 2017 - Bjarne Vanacker (20), Belgisch wielrenner
- 2018 - Jonathan Cantwell (36), Australisch wielrenner
- 2018 - Jose Lothario (83), Mexicaans professioneel worstelaar
- 2019 - Bogaletch Gebre (59), Ethiopisch vrouwenrechtenactiviste
- 2019 - Juliaan Lampens (93), Belgisch architect
- 2020 - Caprino Alendy (68), Surinaams politicus
- 2021 - Astro (Terence Wilson) (64), Brits-Jamaicaans muzikant
- 2021 - Manu Bonmariage (80), Belgisch cameraman en regisseur
- 2021 - Raúl Rivero Castañeda (75), Cubaans dichter, journalist en dissident
- 2021 - Shawn Rhoden (46), Jamaicaans-Amerikaans professioneel bodybuilder
- 2021 - Luíz Antônio dos Santos (57), Braziliaans atleet
- 2022 - Robert Merkoelov (91), Russisch schaatser
- 2022 - Edward Prescott (81), Amerikaans econoom
- 2023 - Thomas Fink (88), Duits pianist
- 2023 - Roel Luijnenburg (78), Nederlands roeier
- 2023 - Antoni Martí (60), Andorrees politicus
- 2023 - Berend-Jan van Voorst tot Voorst (79), Nederlands politicus
- 2023 - Bruno Zanoni (71), Italiaans wielrenner
- 2024 - Dorothy Allison (75), Amerikaans feministische romanschrijfster, essayiste en dichteres
- 2024 - Charles Geerts (81), Nederlands ondernemer
- 2024 - Daniel Spoerri (94), Zwitserse kunstenaar, regisseur en beeldhouwer
- 2024 - Tony Todd (69), Amerikaans acteur

## Viering/herdenking
- Marokko - Groene Mars
- Rooms-katholieke kalender:
  - Alle heilige geloofsverkondigers van de Nederlanden
  - Heilige Leonard(us) (van Noblat) († c. 559)
  - Heilige Winok († 716/17)
  - Heilige Iltutus († c. 505)
  - Zalige Margaretha van Lotharingen († 1521)
  - Zalige Josefa Naval Girbés († 1893)

## Weerextremen

### Nederland
| | Officiële records | Officiële records | Officiële records |      | Landelijke records | Landelijke records | Landelijke records   |
| Gebeurtenis | Jaar              | Extreem           | Locatie           | Jaar | Extreem            | Locatie            |                      |
| --- | ----------------- | ----------------- | ----------------- | ---- | ------------------ | ------------------ | -------------------- |
| Laagste etmaalgemiddelde temperatuur (°C) | 1980              | −0,4              | De Bilt           |      | 1907               | −1,6               | Eelde                |
| Hoogste etmaalgemiddelde temperatuur (°C) | 2015              | 15,5              | De Bilt           |      | 2015               | 16,1               | Woensdrecht          |
| Laagste minimumtemperatuur (°C) | 1901              | −5,8              | De Bilt           |      | 1995               | −6,4               | Gilze-Rijen          |
| Hoogste minimumtemperatuur (°C) | 2015              | 13,9              | De Bilt           |      | 2015               | 14,6               | Woensdrecht          |
| Laagste maximumtemperatuur (°C) | 1980              | 0,7               | De Bilt           |      | 1980               | 0,0                | Twenthe              |
| Hoogste maximumtemperatuur (°C) | 2018              | 19,0              | De Bilt           |      | 1955 2018          | 20,4               | Maastricht Westdorpe |
| Hoogste uurgemiddelde windsnelheid (m/s) | 1921              | 26,8              | De Bilt           |      | 1921               | 26,8               | De Bilt              |
| Hoogste windstoot (m/s) | 1996              | 24,0              | De Bilt           |      | 1996               | 30,0               | IJmuiden             |
| Langste zonneschijnduur (uur) | 1965, 2003        | 8,2               | De Bilt           |      | 2003               | 8,5                | Volkel               |
| Langste neerslagduur (uur) | 1999              | 15,5              | De Bilt           |      | 1999               | 18,4               | Valkenburg ZH        |
| Hoogste etmaalsom van de neerslag (mm) | 1927              | 19,2              | De Bilt           |      | 1967               | 36,2               | De Kooy              |
| Laagste etmaalgemiddelde relatieve vochtigheid (%) | 1966              | 66                | De Bilt           |      | 1966               | 50                 | Maastricht           |
| Laagste uurwaarde luchtdruk op zeeniveau (hPa) | 1921              | 978,0             | De Bilt           |      | 2000               | 973,6              | Vlissingen           |
| Hoogste uurwaarde luchtdruk op zeeniveau (hPa) | 1946              | 1037,9            | De Bilt           |      | 1946               | 1040,0             | Eelde                |
| Officiële records worden altijd gemeten op het KNMI-weerstation in De Bilt. Landelijke records kunnen worden gemeten op elk officieel KNMI-weerstation in Nederland. |                   |                   |                   |      |                    |                    |                      |

Uitzonderlijke gebeurtenissen
- 1921 - Officieel maandrecord hoogste uurgemiddelde windsnelheid in m/s van november gemeten in De Bilt: 26,8
- 1921 - Een zware storm richt veel schade aan. In Hoek van Holland[a] worden windstoten tot 162 km/h gemeten.[16]
- 1931 - Laatste landelijke zachte dag van het jaar gemeten in Maastricht (maximumtemperatuur ≥ 15 °C op een officieel weerstation)
- 2018 - Laatste officiële zachte dag van het jaar (maximumtemperatuur ≥ 15 °C in De Bilt)
- 2018 - Laatste landelijke warme dag van het jaar gemeten in Westdorpe, Gilze-Rijen (maximumtemperatuur ≥ 20 °C op een officieel weerstation)

### België
Dagrecords
- 1842 - Laagste etmaalgemiddelde temperatuur −2,5 °C
- 1834 - Hoogste etmaalgemiddelde temperatuur 15,6 °C
- 1842 - Laagste minimumtemperatuur −5,5 °C
- 2018 - Hoogste maximumtemperatuur 19,2 °C
- 1943 - Hoogste etmaalsom van de neerslag 21,7 mm

Uitzonderlijke gebeurtenissen
- 1921 - Storm met hagelbuien veroorzaakt veel schade in Laag- en Midden-België. Telegraaf- en telefoonverbindingen met de buurlanden vallen uit.
- 1995 - Minimumtemperatuur in Elsenborn (Bütgenbach): −10,1 °C.

<< · 1 · 2 · 3 · 4 · 5 · 6 · 7 · 8 · 9 · 10 · 11 · 12 · 13 · 14 · 15 · 16 · 17 · 18 · 19 · 20 · 21 · 22 · 23 · 24 · 25 · 26 · 27 · 28 · 29 · 30 · >>